# Henry Yelverton (19e baron Grey de Ruthyn)
Pour les articles homonymes, voir Yelverton.
Henry Edward Yelverton, 19e baron Gray de Ruthyn (8 septembre 1780-29 octobre 1810) est un pair britannique. Il est locataire et ami de Lord Byron. 

## Biographie
Le titre de baron Gray de Ruthyn avait une longue histoire et a appartenu au comte de Kent pendant une période. Il est passé au Comte de Sussex à partir de 1717. Henry Yelverton, 18e baron Grey de Ruthyn, 3e comte de Sussex est décédé en 1799, sans fils. Le titre de Grey de Ruthyn est donc passé à Henry, 19 ans, fils de la fille du comte, Lady Barbara Yelverton (décédée en 1781) et à son mari, Edward Thoroton Gould, qui est le petit-fils de Robert Thoroton ,. Le jeune Yelverton ne pouvait pas hériter du titre de comte de Sussex par sa mère. 
Lord Grey a pris son siège à la Chambre des lords en tant que Whig. 
Le 21 juin 1809, il épouse Anna Maria Kelham, fille de William Kelham, de Ryton-upon-Dunsmore, Warwick. Byron a écrit de son voyage européen à sa mère: "Alors Lord G— est marié à une rustique. Bien joué! Si je me marie, je ramènerai chez moi une sultane, avec une demi-douzaine de villes pour une dot, et je te réconcilierai avec une belle-fille ottomane, avec un boisseau de perles pas plus gros que les œufs d'autruche, ni plus petit que les noix. " 
Le couple a une fille, Barbara, née le 20 mai 1810 (plus tard Barbara Rawdon-Hastings, marquise de Hastings). En octobre de la même année, Grey est décédé à son siège de Brandon House, près de Coventry, à l'âge de 30 ans. 

## Lord Grey et l'abbaye de Newstead
Lord Byron avait hérité de l'abbaye de Newstead avec son titre; le domaine a été loué à Lord Gray, de janvier 1803, jusqu'à ce que Byron soit devenu majeur. Plus tard cette année-là, Byron est resté à l'abbaye de Newstead pendant l'été pendant que Grey voyageait à l'étranger. Lorsque Grey est revenu, Byron est resté, ne revenant pas pour le trimestre d'automne à Harrow. Lui et Grey sont devenus amis, passant leurs jours et leurs nuits à imaginer des expéditions. Puis Byron rompit soudainement leur amitié et quitta Newstead. 
Byron a écrit à sa demi-sœur, Augusta Leigh : "Je ne suis pas réconcilié avec Lord Grey, et je ne le ferai jamais. Il était autrefois mon plus grand ami, mes raisons pour cesser que l'amitié sont telles que je ne peux pas vous expliquer, pas même à vous, ma chère sœur, (même si elles devaient être portées à la connaissance de n'importe quel corps, vous seriez les premières) mais elles resteront cachées dans mon propre sein. " La mère de Byron souhaitait une réconciliation. Byron écrivit à nouveau à sa sœur de ses ennuis avec sa mère: «Tous nos différends ont récemment été exacerbés par le mien avec cet objet de ma cordiale et délibérée détestation, Lord Grey de Ruthyn. Les lettres d'excuses ultérieures de Byron à Grey et l'incapacité de Grey à comprendre la rupture de leur relation par son jeune ami peuvent indiquer une relation sexuelle que Byron a regretté plus tard. Ils n'étaient pas réconciliés. 
En avril 1808, Lord Gray quitte Newstead à la fin de son bail. 